# Assevillers
Assevillers és un municipi francès situat al departament del Somme i a la regió dels Alts de França. L'any 2007 tenia 280 habitants.

## Demografia

### Població

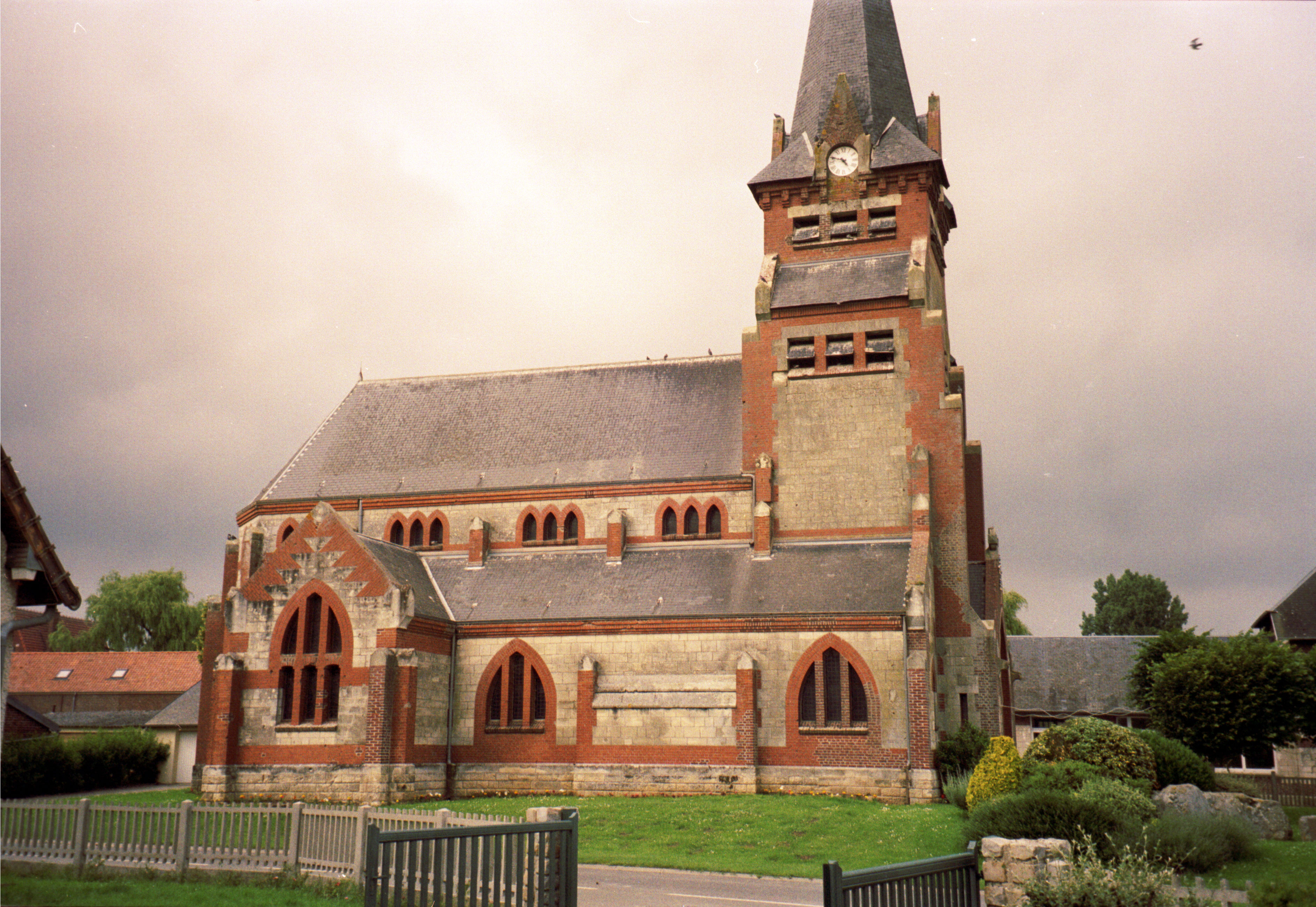
Església

El 2007 la població de fet d'Assevillers era de 280 persones. Hi havia 103 famílies de les quals 18 eren unipersonals (9 homes vivint sols i 9 dones vivint soles), 34 parelles sense fills, 47 parelles amb fills i 4 famílies monoparentals amb fills.
La població ha evolucionat segons el següent gràfic:
Habitants censats

### Habitatges
El 2007 hi havia 115 habitatges, 102 eren l'habitatge principal de la família, 3 eren segones residències i 10 estaven desocupats. Tots els 114 habitatges eren cases. Dels 102 habitatges principals, 67 estaven ocupats pels seus propietaris, 34 estaven llogats i ocupats pels llogaters i 1 estava cedit a títol gratuït; 1 tenia dues cambres, 12 en tenien tres, 34 en tenien quatre i 55 en tenien cinc o més. 84 habitatges disposaven pel capbaix d'una plaça de pàrquing. A 56 habitatges hi havia un automòbil i a 37 n'hi havia dos o més.

### Piràmide de població

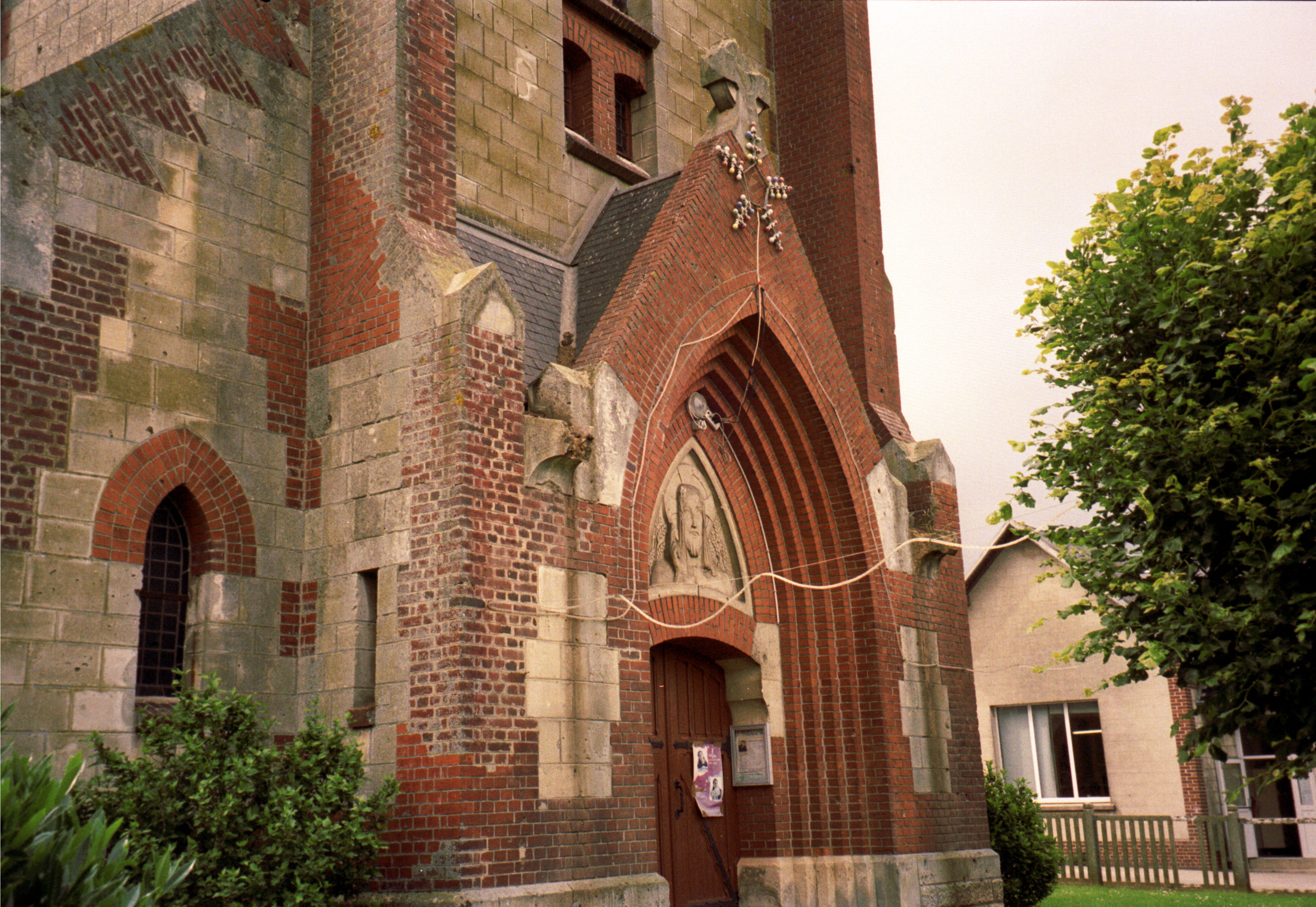
Església

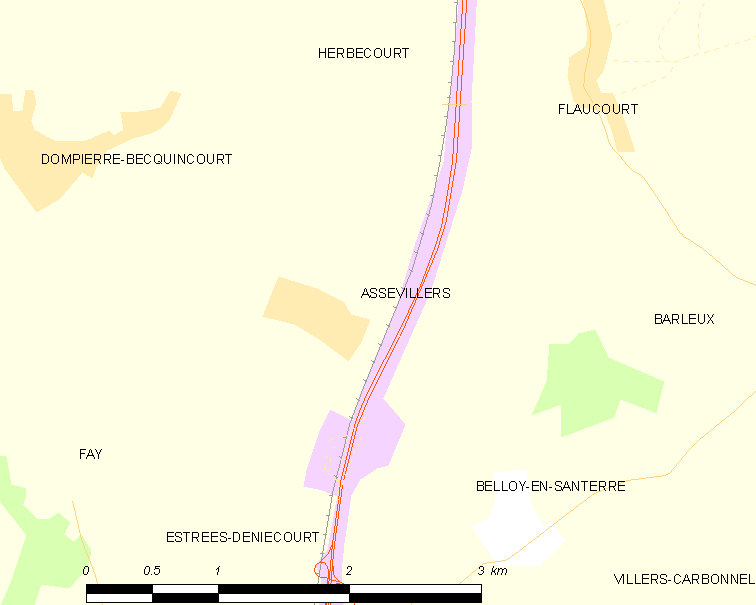

La piràmide de població per edats i sexe el 2009 era:

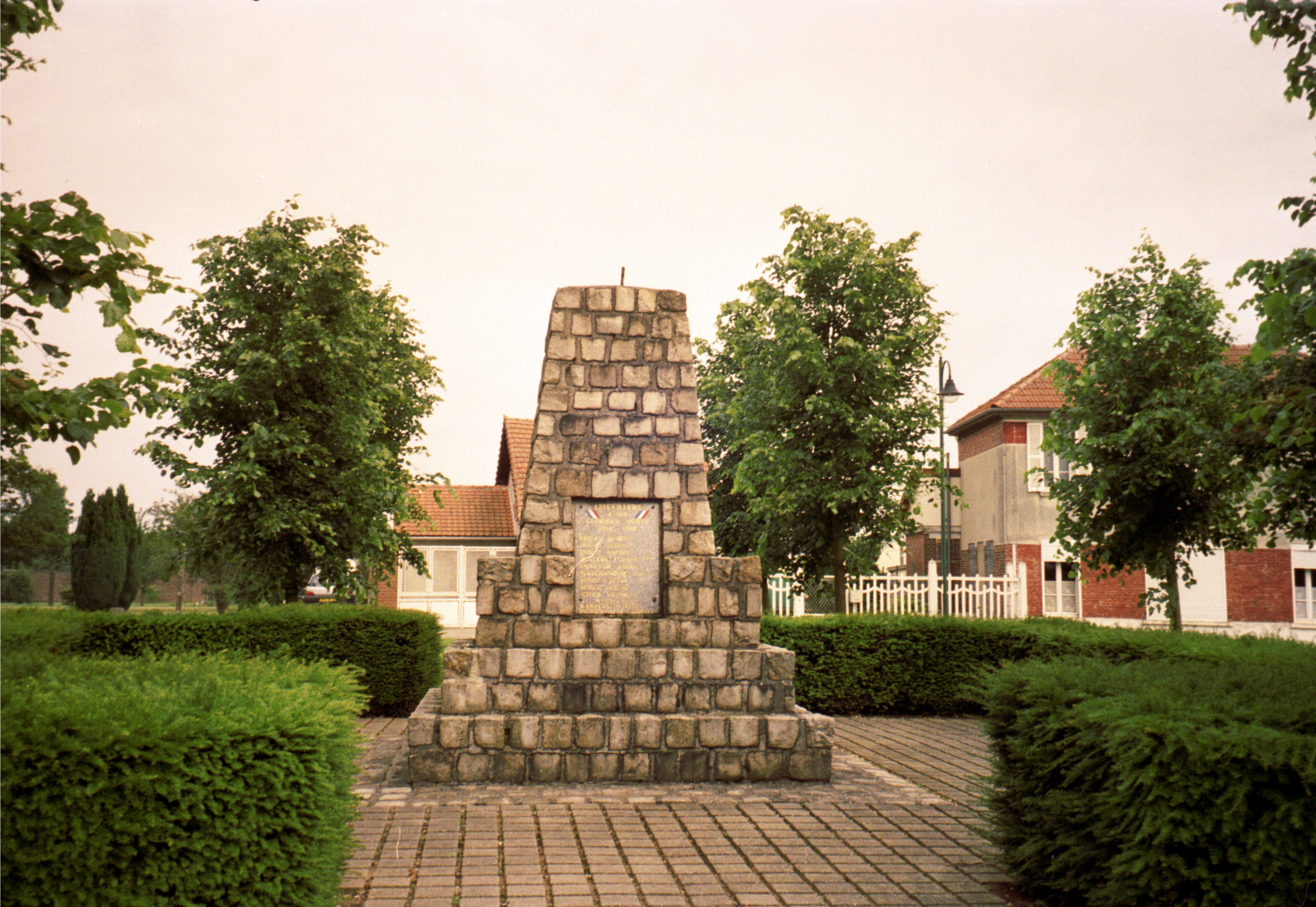
Monument

| Homes | Edats   | Dones |
| ----- | ------- | ----- |
| 0     | 95 o +  | 0     |
| 0     | 90 a 94 | 0     |
| 0     | 85 a 89 | 4     |
| 8     | 80 a 84 | 0     |
| 0     | 75 a 79 | 4     |
| 16    | 70 a 74 | 8     |
| 0     | 65 a 69 | 8     |
| 0     | 60 a 64 | 4     |
| 0     | 55 a 59 | 0     |
| 4     | 50 a 54 | 0     |
| 12    | 45 a 49 | 8     |
| 12    | 40 a 44 | 8     |
| 12    | 35 a 39 | 12    |
| 8     | 30 a 34 | 16    |
| 0     | 25 a 29 | 0     |
| 8     | 20 a 24 | 12    |
| 4     | 15 a 19 | 4     |
| 0     | 10 a 14 | 8     |
| 8     | 5 a 9   | 8     |
| 0     | 0 a 4   | 8     |

## Economia

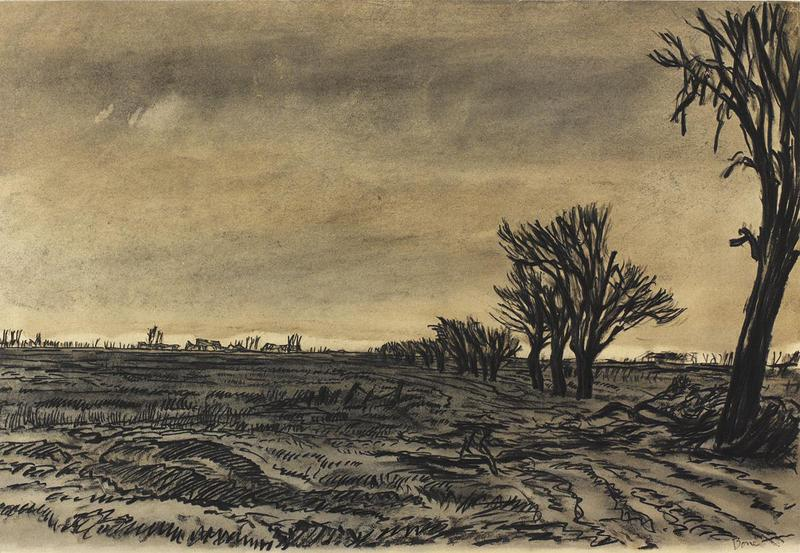
Dibuix de la Primera Guerra Mundial

El 2007 la població en edat de treballar era de 176 persones, 132 eren actives i 44 eren inactives. De les 132 persones actives 124 estaven ocupades (69 homes i 55 dones) i 8 estaven aturades (2 homes i 6 dones). De les 44 persones inactives 9 estaven jubilades, 18 estaven estudiant i 17 estaven classificades com a «altres inactius».

### Ingressos
El 2009 a Assevillers hi havia 108 unitats fiscals que integraven 283,5 persones, la mediana anual d'ingressos fiscals per persona era de 15.121 €.

### Activitats econòmiques
Dels 28 establiments que hi havia el 2007, 5 eren d'empreses de construcció, 10 d'empreses de comerç i reparació d'automòbils, 8 d'empreses d'hostatgeria i restauració, 2 d'empreses immobiliàries, 1 d'una entitat de l'administració pública i 2 d'empreses classificades com a «altres activitats de serveis».
Dels 11 establiments de servei als particulars que hi havia el 2009, 1 era un taller de reparació d'automòbils i de material agrícola, 1 guixaire pintor, 2 lampisteries, 1 electricista, 1 empresa de construcció i 5 restaurants.
L'únic establiment comercial que hi havia el 2009 era una llibreria.
L'any 2000 a Assevillers hi havia 5 explotacions agrícoles que ocupaven un total de 540 hectàrees.

## Equipaments sanitaris i escolars
El 2009 hi havia una escola elemental integrada dins d'un grup escolar amb les comunes properes formant una escola dispersa.

## Poblacions més properes
El següent diagrama mostra les poblacions més properes.